# Haladás Sportkomplexum
Het Haladás Sportkomplexum is een multifunctioneel stadion in Szombathely, een stad in Hongarije. In het stadion is plaats voor 8.903 toeschouwers.
Het stadion wordt vooral gebruikt voor voetbalwedstrijden, de voetbalclub Szombathelyi Haladás maakt gebruik van dit stadion. Die club speelde eerder in het Rohonci útstadion. Dat stadion werd afgebroken en op die plek kwam dit nieuwe stadion. De afbraak begon in 2016 en daarmee begon tevens de bouw van het nieuwe stadion.
De opening vond plaats op 8 november 2017. Op die dag werd tevens de openingswedstrijd gespeeld. Een wedstrijd van de thuisclub Haladás tegen NK Osijek. De wedstrijd eindigde in 3–1. Toen de wedstrijd 19 minuten en 19 seconden oud was werd het volkslied gespeeld. Het tijdstip was symbolisch, vanwege jaar waarin de club werd opgericht, 1919. Bij de opening was Tünde Szabó aanwezig, staatssecretaris voor Sport van het Ministerie van Human Resources van Hongarije.
In maart 2021 is dit stadion een van de stadions op het Europees kampioenschap voetbal onder 21 van 2021. Er staan drie groepswedstrijden op het programma.

## Afbeeldingen

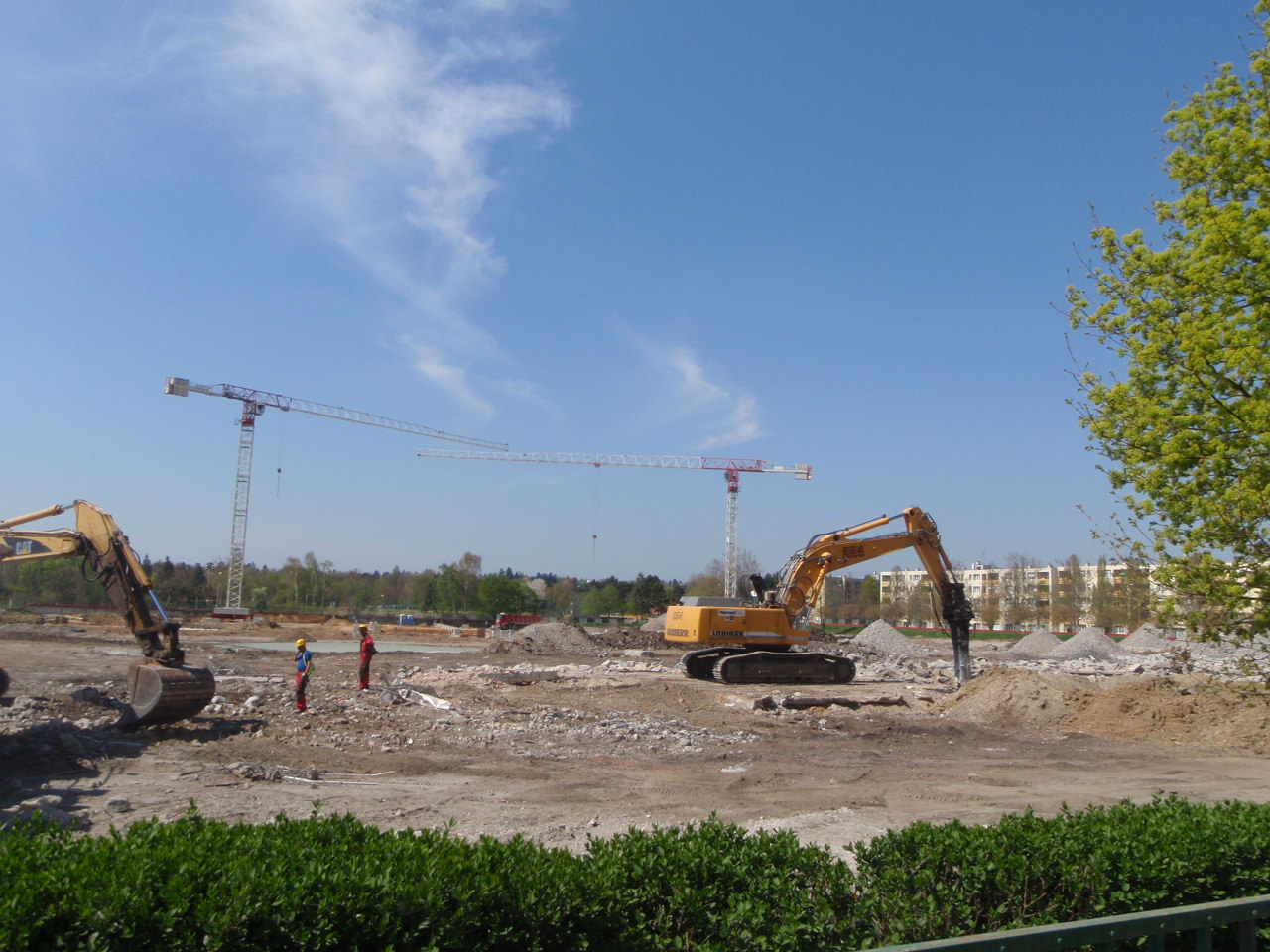
Deze foto komt uit april 2016. Het oude stadion Rohonci útstadion, dat op dezelfde plek stond, wordt hier afgebroken.
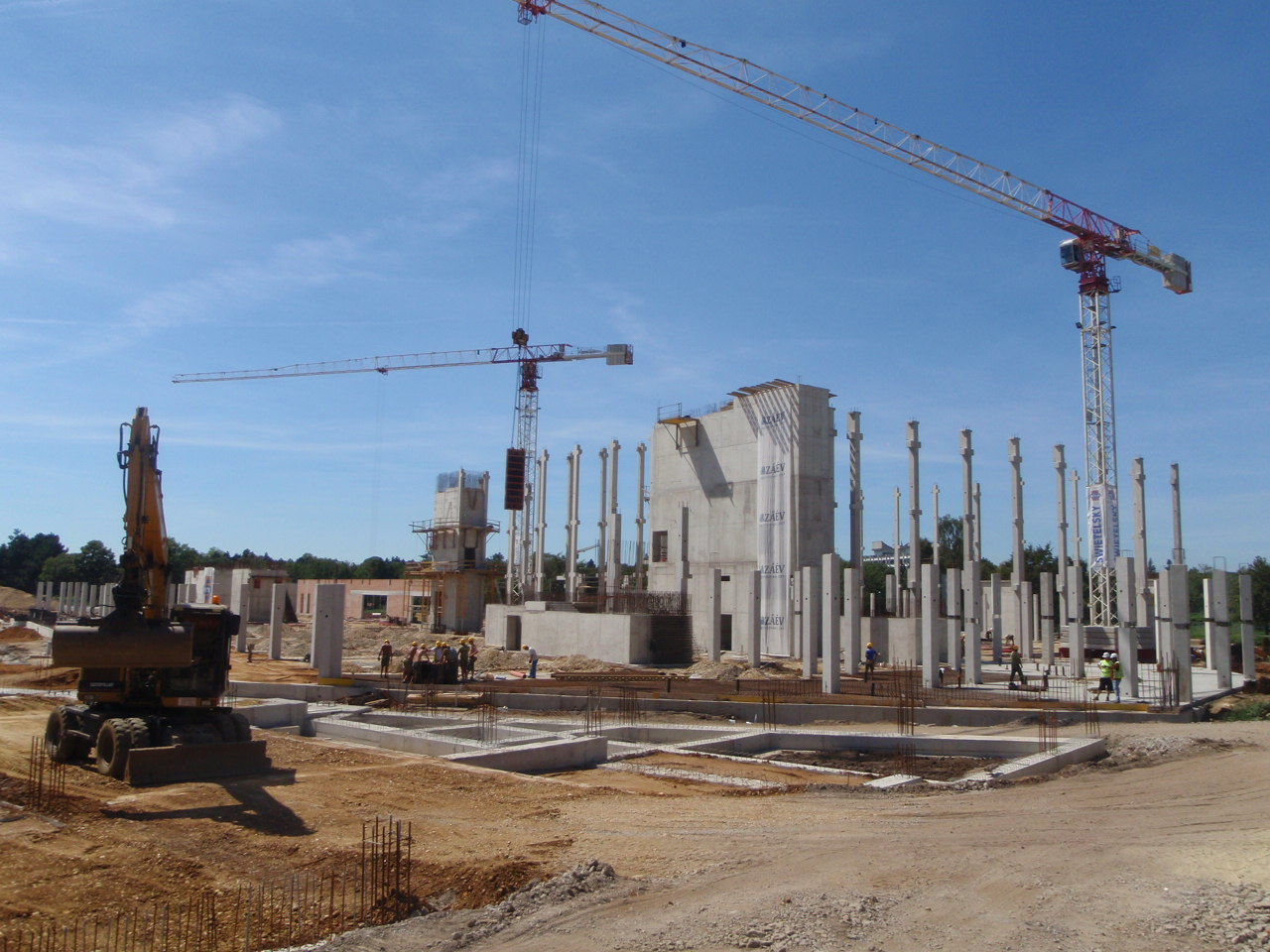
Een deel van de tribune tijdens de bouw. Foto gemaakt in augustus 2016.
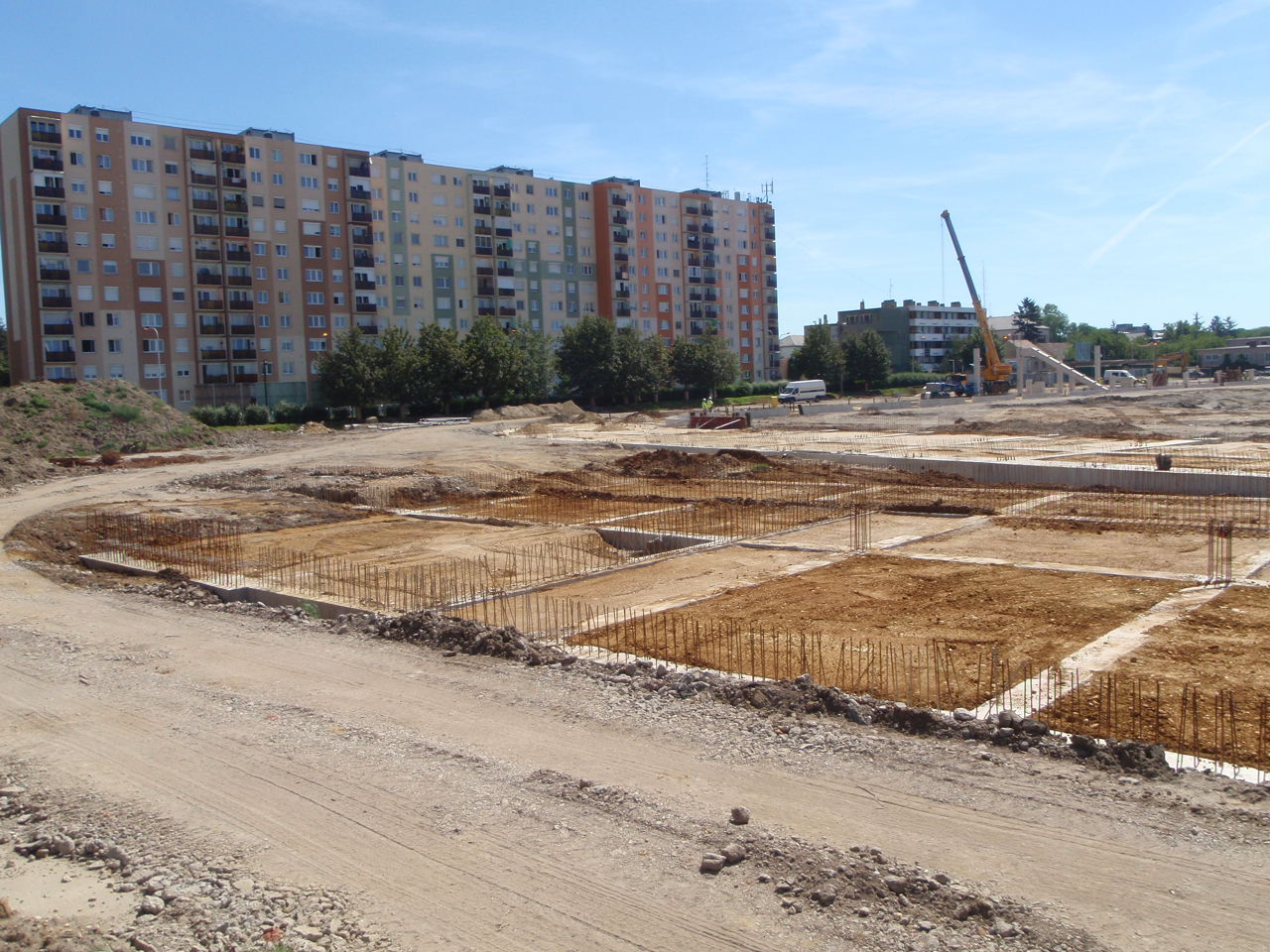
Een deel van de tribune tijdens de bouw. Foto gemaakt in augustus 2016.
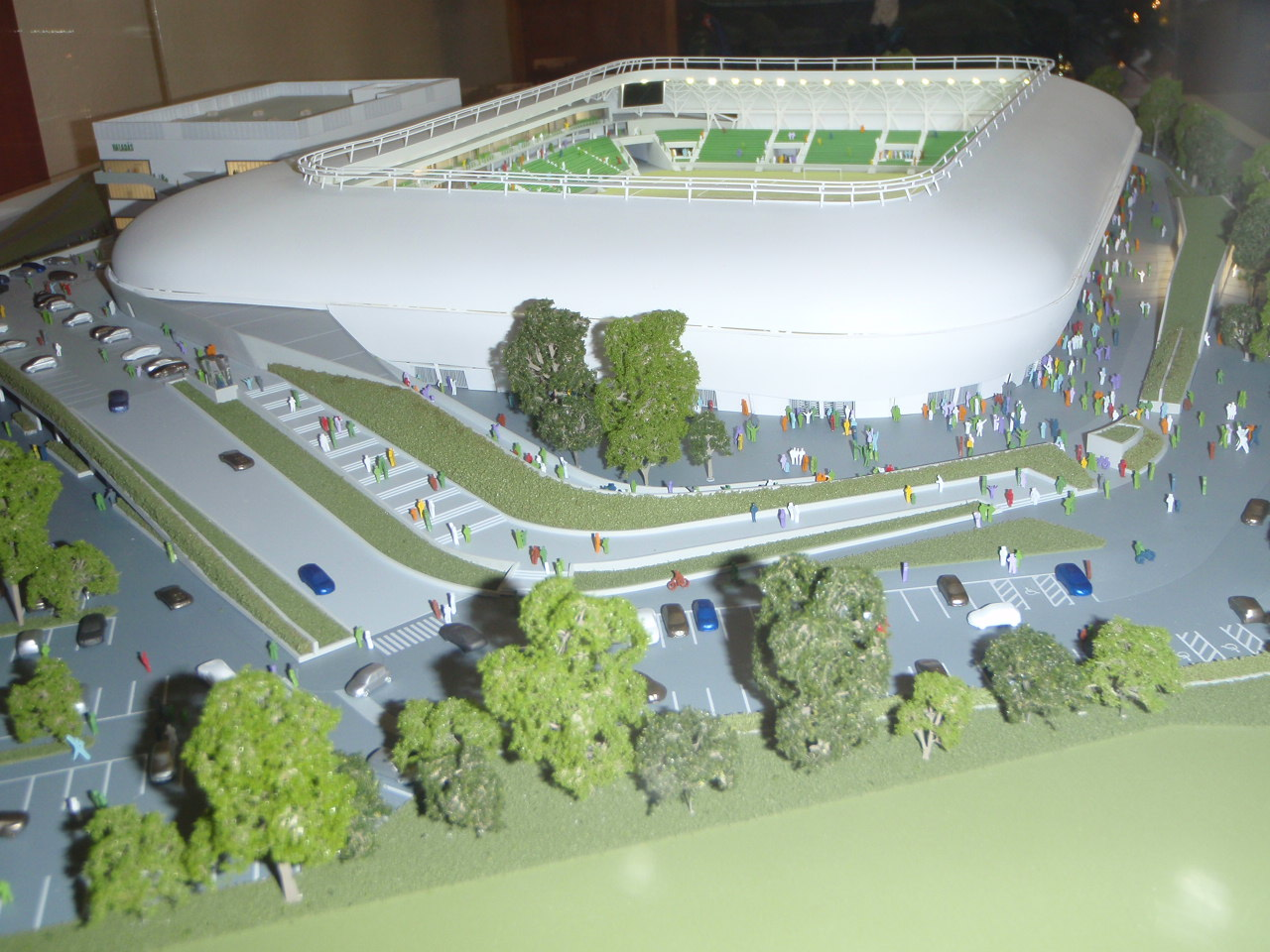
Een maquette van het stadion, foto gemaakt in december 2016.